# Jeunesse Sportive de la Saoura
Il Jeunesse Sportive de la Saoura è una società calcistica algerina con sede a Méridja, nella provincia di Béchar. Milita in Ligue 1, la massima divisione del campionato algerino di calcio.
Fondata nel 2008, ha rapidamente scalato le categorie, fino a raggiungere una storica promozione nella Ligue 1 algerina nel 2011-2012.

## Storia
La Jeunesse Sportive de la Saoura (JSS) fu fondata il 10 giugno 1968, dalla fusione della Jeunesse Sportive Bécharienn (JSB) e dell'Étoile du Sud de Debdaba (ESD); la società polisportiva comprendeva quattro discipline: calcio, tennis, pallavolo e judo. La squadra di calcio della JSS giocò nei campionati regionali dell'Algeria fino quando fu sciolta all'inizio degli anni '70; il talento più fulgido prodotto dal club fu l'attaccante Mohamed Belbahri, che nel 1969 firmò per l'MC Oran, per poi divenire uno dei migliori attaccanti della sua generazione.
Il club successore della JSS fu l'IRM Béchar, che militò in seconda serie tra il 1993 e il 1998 e fi ridenominato WR Béchar nei primi anni 2000. Quest'ultimo club si sciolse per formare il JS Saoura.
Nel settembre 2008, nella città di Méridja, il vecchio sodalizio riprese vita, con la fondazione del Jeunesse Sportive de la Saoura, secondo la precedente denominazione. Nella sua prima stagione (2008-2009) il club fu in grado di vincere prontamente la Ligue Régional I, campionato algerino di quinta divisione (girone di Béchar), ascendendo in quarta serie, la Ligue Inter-régions de football (girone ovest). Anche nel 2009-2010, sotto la guida dell'allenatore Mohamed Belhafiane, la JSS ottenne l'immediata promozione nella categoria superiore, la Ligue Inter-régions, terza divisione nazionale. Nel 2010-2011 la JSS vinse il campionato di terza serie (gruppo centro-ovest), venendo promossa in Ligue 2. Le promozioni consecutive proseguirono nella stagione seguente: nel 2011-2012 la squadra si piazzò seconda nel campionato di seconda divisione, accedendo alla Ligue 1 e divenendo il primo club del sud dell'Algeria a militare in massima serie.

## Palmarès
- Campionato algerino di terza divisione: 1

gruppo centro-ovest: 2010-2011
- Campionato algerino di quarta divisione: 1

gruppo ovest: 2009-2010
- Campionato algerino di quinta divisione: 1

gruppo di Béchar: 2008-2009

## Organico

### Rosa 2021-2022
Aggiornata al 5 ottobre 2021.
| N. |                    | Ruolo | Calciatore                   |
| -- | ------------------ | ----- | ---------------------------- |
| 1  | Algeria (bandiera) | P     | Zakaria Saidi                |
| 2  | Algeria (bandiera) | D     | Riyane Akacem                |
| 4  | Algeria (bandiera) | D     | Abdelkrim Allaoui            |
| 5  | Algeria (bandiera) | A     | Farouk Slimani               |
| 6  | Algeria (bandiera) | C     | Abderrazak Khelifi           |
| 7  | Algeria (bandiera) | C     | Abdeldjalil Taki Eddine Saâd |
| 10 | Algeria (bandiera) | A     | Mehdi Droueche               |
| 11 | Algeria (bandiera) | A     | Aimen Lahmeri                |
| 13 | Algeria (bandiera) | P     | Aymen Mouyet                 |
| 14 | Algeria (bandiera) | D     | Oussama Meddahi              |
| 17 | Algeria (bandiera) | D     | Mohamed Amrane               |
| 18 | Algeria (bandiera) | C     | Mohamed Daoud                |
| 21 | Algeria (bandiera) | C     | Belaid Hamidi                |

| N. |                    | Ruolo | Calciatore               |
| -- | ------------------ | ----- | ------------------------ |
| 22 | Algeria (bandiera) | D     | Imadeddine Boubekeur     |
| 24 | Algeria (bandiera) | D     | Mohamed Lamine Boutouala |
| 25 | Algeria (bandiera) | D     | Adel Bouchiba            |
| 26 | Algeria (bandiera) | C     | Mohamed El Amine Hammia  |
| -  | Algeria (bandiera) | A     | Oussama Bellatreche      |
| -  | Algeria (bandiera) | A     | Ismaïl Saadi             |
| -  | Algeria (bandiera) | A     | Benamar Mellal           |
| -  | Algeria (bandiera) | A     | Mohamed Amine Ouis       |
| -  | Algeria (bandiera) | P     | Omar Hadji               |
| -  | Algeria (bandiera) | D     | Merwane Khelif           |
| -  | Algeria (bandiera) | C     | Fayçal Mebarki           |
| -  | Algeria (bandiera) | D     | Islam Eddine Kaidi       |